# غناء القبرة
غناء القبرة الرواية الثالثة للكاتبة الأمريكية ويلا كاثرألفتها عام 1915تعتبر رواية غناء القبرة الراوية الثانية من مجموعة ويلا «ثلاثية المرج»، مسبوقةً برواية يا رواداً عام 1913 ومتبوعةً برواية بلدي أنطونيا عام 1918
يحكي الكتاب عن قصة فنانة موهوبة ولِدت في بلدة صغيرة في كولورادو والتي كانت تسعى لاكتشاف صوتها الغنائي وتنميته. فتسرد لنا قصتها في الغرب الأمريكي المزدهر والذي نشأت في بلدة على خط السكة الحديدية، وعن النمو السريع لشيكاغو مطلع نهاية العشرين والجمهور المطرب لمهاراتها في الولايات المتحدة مقارنةً بأوروبا.
ترعرعت ثيا كرونبورغ وعلّمت نفسها منبع قوتها وموهبتها حتى حققت النجاح لذاتها سعياً.
أتى هذا العنوان من لوحة تحمل ذات الاسم للرّسام جول بريتون عام1884 وجزء من مجموعة معهد شيكاغو للفنون.

## مقدمة الحبكة

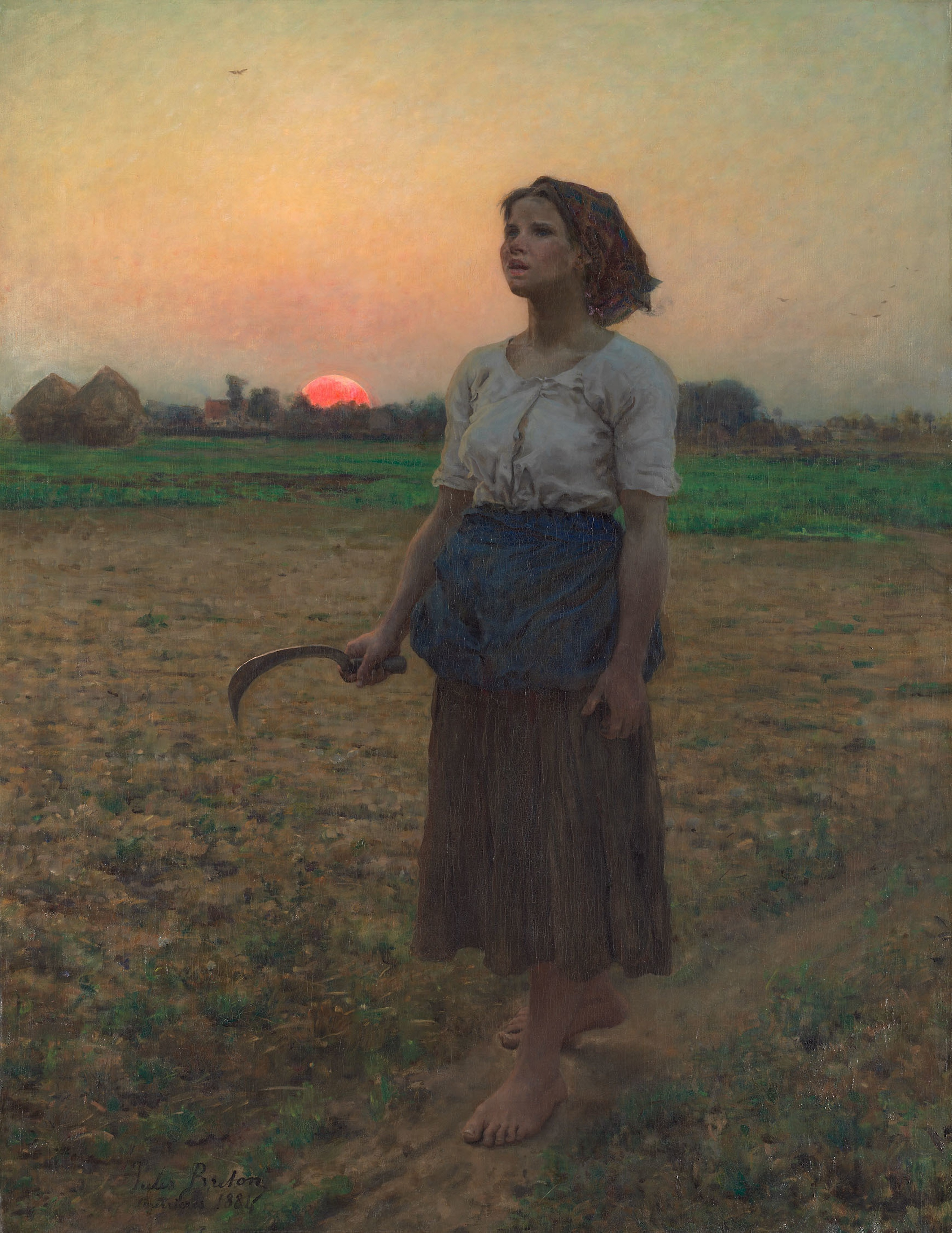
'أغنية القبرة ' لجول بريتون ، اللوحة التي ألهمت عنوان الكتاب.

في تسعينات مونستون المدينة الخيالية في كولورادو، وأغنية البحيرة هي صورة ذاتية للفنانة ثيا أثناء طور تعلمها.
ثيا كرونبورغ، الفتاة الشابة الطموحة التي غادرت مسقط رأسها إلى شيكاغو ساعيةً في تحقيق حلمها بأن تصبح أفضل عازفة ومعلمة للبيانو. عندما سمِعَ المدرب صوتها تيقن بأن هذه -المقصود صوتها- هي موهبتها الفنية الحقيقية وليس عزف البيانو قائلاً:” إن صوتك جوهراً يستحق أن تكرّسي جهودك فيه، فأنا لم أتخذ هذا القرار تهوراً” (الجزء الثاني، الفصل السابع).
تواصل ثيا طريقها لمسعاها مسافرةً إلى درسدن ومن ثم إلى نيويورك لغناء الأوبرا. وعلى الرغم من أسفار ثيا، كان مرجعها والمكان الذي ترتاح فيه هو بلدتها والأشخاص الذين قابلتهم هناك.
فتصور لنا الرواية استقلال فكر ثيا، وأخلاقيات عملها القوية، وصعودها إلى أعلى مستوى من الإنجاز. في كل خطوةٍ على طول الطريق، كان إدراك ثيا بمستوى أداء أقرانها المتوسط دافعًا لها للارتقاء لمستوى أكبر من الإنجاز، ولكن في أثناء صعودها يتعين عليها أن تتخلص من تلك العلاقات التي لم تعد تنفعها بشيء.

## ملخص الحبكة

### الجزء الأول: أصدقاء الطفولة
في مونستون، كولورادو يساعد الطبيب آرشي السيدة كرونبورغ في ولادة ابنها ثور؛ ويعتني بصغيرتها ثيـا التي كانت مصابة بالالتهاب الرئوي. في السنة التالية، تذهب ثيا إلى كوليرز لتحضر دروس البيانو مع فونش وتتدرب يومياً لمدة ساعتين (أو أربع ساعات إذ لم يكن لديها واجبات مدرسية). يذهب الطبيب آرشي إلى جوني الإسباني المريض. لاحقاً، يذهب كلٍ من راي كينيدي وجوني وزوجته وثيا وأكسل وجونر إلى الريف. بالرغم من أنها لاتزال في عامها الثاني عشر وهو في الثلاثين إلا أن راي يحلم بالزواج منها حالما تصبح في سنٍ كافية. فكانوا هناك يقصون قصصاً عن زهد الأغنياء المفاجئ في مناجم الفضة في بلاد الغرب.
وقبل ليلة الميلاد، تعزف ثيا البيانو في حفلٍ موسيقي، لكن إشادة صحيفة المدينة على منافستها ليلي التي ضايقتها؛ لرغبتها في الغناء عنها بدلًا من أن تؤدي مقطوعة موسيقية فحسب.
من جهةٍ أخرى ترفض تيلي (عمة ثيا) فكرة نادي الدراما المحلي بأن تلعب ثيا دوراً في فيلم الصبي الطبال من شيالو، مبررةً بأن التمثيل ليس موهبة ابنة أخيها. وبعد ليلة الميلاد، يخبر فونش ثيا عن مغني الأوبرا الإسباني الذي استطاع أن يغني جزءًا من مقطوعة كريستوف فليبالد غلوك (ملحن ألماني). فغنت لأجله، ومن ثم قال لها بأنها تحتاج أن تتعلم الألمانية لأغانيها الجيدة. يثمل فونش إلى الحد الذي يجعله يتصرف على نحو سيئ ويؤدي بنفسه إلى الهلاك. فبعد عشرة أيام، أوقف جميع طلابه دروسهم معه وغادر البلدة. بعد مدةٍ قصيرة، تركت ثيا المدرسة وتبنت تعليم طلابه; ففي الخامسة عشر تبدأ في العمل بدوامٍ كامل.
تستمتع ثيا وأمها برحلةٍ إلى دنفر في تلك الأجواء على متن قطار تابع لشركة راي للشحن، وتوقفوا لبرهةٍ لتناول وجبة الغداء مع وكيل المحطة في بلدةٍ على قارعة الطريق. في ذلك الخريف، يصر السيد كرونبورغ على أن تساعد ثيا في اجتماع صلاة الأربعاء بالعزف على الجهاز وقيادة التراتيل، وهي تؤدي ذلك بالفعل. في الخامسة عشرة، حيّر الدين ثيا، بينما تَقتل حمى التيفويد زملاءها في المدرسة وبينما التشرد المحلي الذي هو مصدر العدوى منتشر هل أُعِدا لأجل مغادرة البلدة! فتتساءل ما إذا كان الكتاب المقدس يُخبر الناس بمساعدته عوضاً عن ذلك. يخبرها الطبيب ارشي بأن هؤلاء الأشخاص يجب عليهم أن يعتنوا بأنفسهم.وفي الطريق من مونستون إلى ساكسونيا، تعرض قطار راي لحادث مودعاً ثيا في اليوم التالي بخالص المواساة قبل أن يموت.  وبعد الجنازة، يخبر الطبيب أرشي السيد كرونبورغ أن راي قد وَرَثَ ست مئات من الدولارات إلى ثيا لتذهب لدراسة الموسيقى في شيكاغو. وافق والدها على ذهابها مع انها لا زالت في السابعة عشر من عمرها.

### الجزء الثاني: أغنية القبر
وفي شيكاغو، استقرت ثيا بالقرب من مصلحة أبرشية الكنيسة السويدية مع امرأتين ألمانيتين. فكانت تغني في جوقة الكنيسة وفي الجنازات مقابل مرتب، وأيضاً تأخذ دروساً على البيانو مع السيد هرساني. عندما شرع السيد هرساني بتعليم ثيا الغناء طلب منها ان تغني مصغياً لها فأنبهر بصوتها. فَجلَ يلتقي بقائد أوركسترا شيكاغو فيسأله عن أفضل معلمي الصوت في المنطقة؛ ماديسون باورز. بعدها أنقسم الحديث عن ثيا، فأخذ يشرح كيف أن صوتها هو موهبتها الفنية الحقيقية، وليس عزفها. وبعد عدة أسابيعٍ مكثتها في تلقي دروس الغناء، التحقت بقطار العودة إلى مونستون لقضاء عطلتها الصيفية.
نضجت ثيا بما يكفي فذهبت حينها إلى حفلٍ مكسيكي مع جوني الإسباني، غنت من أجلهم حينها سيطر عليها ذلك الشعور، شعور بهجة الجمهور للمرةِ الأولى. وفي منزلها، وبختها آنا بسبب غناءها لهم وليس لكنيسة الأب. وفي ذبول الخريف، عادت ثيا من جديد إلى شيكاغو.

### الجزء الثالث: أوجه حمقاء
في شيكاغو، تتنقل ثيا من منزلٍ إلى آخر لتلقي دروس الغناء اليومية، فتقضي فترة ما بعد الظهيرة كمساعدة لطلبة باورز الأكثر براعة. لكنها سرعان ما أُرهقوها، فليس كل الأشخاص جلّما مثل هرسانياس الدافئة والذكية.
فريد أوتتنبورغ، أحد مُقدميّ الدروس الشاب المتعلم والمتأهب والأقرب إلى سِنها من بين أساتذتها الذكور. فقدمها إلى مرتادي ناثانييرز، العائلة اليهوديّة الهاوية للموسيقى الأوبرالية وأسلوبها في الغناء. فدعوها للغناء في أمسياتهم الموسيقية مساعديها في حُلتِها المناسِبة. فتلتقط ثيا عدوى لم تُشفى منها بالكامل؛ فهي تحتاج إلى فُرجةٍ من الراحة في بيئتها الصحراوية المألوفة لكنها أبت أن تعود إلى أسرتها حتى تحرز شيئاً ما. فيقترح فريد أن تقضي الصيف في مزرعةٍ في أريزونا حيث توجد هنالك بعض المنازل الجبلية التي تقع على المنحدرات في الشعوب العريقة التي جلّما تتوق ثيا لرؤيتها.

### الجزء الرابع: الشعوب العريقة
فحينها تنطلق ثيا عبر القطار متوجهةً إلى سارية العلم، أريزونا مشاهدةً قمم سان فرانسيسكو لتصل بعدها إلى منزل بتمير. مع مرور الأيام وفي حين استقرارها في أحد منازل المنحدرات القديمة بدأت ثيا تسترد صحتها شيئاً فشيئاُ، فأمضت ذلك الوقت مشاركتاً لوجبات السيد والسيدة بتمير. فلحظات خلوتها كشفت لها الستار عن عمق ذاتها. بعدها أنضم أوتتنبرغ إليها في شهر يوليو/تموز. وبعد الكثير من المحادثات التي أمضوها مع بعضهم البعض، وفي لحظاتٍ مهيمنة تبادلُ القبل ففُزِعوا من عاصفةٍ عنيفة، لكنهم حالما شرعوا برحلةٍ جريئة إلى المزرعة في الظلام الهالك، وفي ذلك الأثناء قابلهم بتمير بفانوسه المشع ولأن ثيا أقرت من سويداء قلبها بأنها وقعت في شِباك الحب وترغب بالزواج منه تحدثوا عن خطوتهم التالية. فيقترح فريد بزيارة المكسيك قبل انتقالهم إلى ألمانيا، حيثما شعر بأنها طالما انتمت لغنائها. لكن اوتينبورغ لم يخبر ثيا بأنه كان متزوج سابقاً لثماني سنوات لأنه كان في جفاء مع زوجته طيلة تلك السنوات لكنهم محافظين على مظهرهم أمام الملأ.

### الجزء الخامس: مشروع الطبيب أرشي
وفي دنفر، يتلقى الطبيب أرشي برقيةٍ من ثيا تستدعوه إلى مدينة نيويورك وتطلب منه إعارتها بعضٍ من المال حتى يتسنّى لها دراسة الغناء في ألمانيا. أخبر فريد ثيا عن زواجه في المكسيك مُبيناً لها الحدود التي يفرضها زواجه الأول عليهم، من جهة ثيا تقبلت ذلك فسردت لآرشي ما حصل. وفي نيويورك، أخبرت فريد بأنها سترحل ولن تقبل أبداً منهُ العون المادي. يخرج بعدها أرشي للعشاء مع أوتتنبرغ وثيا. وفي اليوم الذي يليه، يغادر فريد لرعاية والدته المحتضرة فتفكر ثيا بالمخاطر التي تنطوي على طموحها فهي تدرك بأنها لم تزل في ريعان شبابها ولم تتجاوز العشرين عاماً بعد فتتجه إلى ألمانيا بعد ذلك.

### الجزء السادس: بعد مرور عشرةِ أعوام
وبعد مرور عشرةِ أعوام منذ رحيل ثيا إلى ألمانيا، يعيش الطبيب أرشي في دنفر بعد نجاح استثماراته في التعدين وبعد وفاة زوجته. فحياته غدت أفضل فقد شاركَ في السياسة ولكن الآن ضاق ذرعاً بها وكما فعل فريد، فهو أيضاً يريد الذهاب إلى مدينة نيويورك حيثما تسعى ثيا بأدائها. فهو لم يحظى برؤيتها منذ عشرة أعوام.أما من بعد رحيل ثيا لألمانيا بأربع سنوات توفي والدها جرّاء أصابته بمرض وبدأت السيدة كرونبورغ تتخاذل حزنً من دونه فأنفطرَ قلبُ ثيا على أمها فأرادت العودة، لكن الفرصة فُتحت أمامها في شركة الأوبرا في درسدن قبل أن تتمكن من العودة إلى منزلها. حاول الطبيب أرشي بأن يرفع معنويات السيدة كرونبورغ عالياً لكن وبكل أسى لفظت آخر أنفاسها وزُهِقت روحها. فسددت ثيا ما اقترضته من الطبيب أرشي.
وفي مدينة نيويورك، أنذاك تقوم ثيا بالأداء في دار أوبرا المتروبوليتان فقدما كلٍ من الطبيب أرشي وفريد لمشاهدة أداءها.  فهؤلاء الثلاثة قد شيّدوا معنى الصداقة ومن جهة فريد فهو لا يزال مرتبطًا بزوجته التي كانت في سنيتاريوم على مدى السنوات السبع الماضية، لكنه يغرق في تربية ابنه. طُلب من ثيا في اللحظةِ الأخيرة أن تحل محل مغنية مريضة، فأدت ما عليها بطريقةٍ مبهرة. ثم أُعلنَ عن ثيا بأنها ستغني كامل دور سيغليند ضمن البرنامج المخطط له فهذا الدور جدير بالفعل لصوتها. وهناك إلى جانب أرشي وفريد شخصين آخرين من ماضيها متواجِدان في الحضور، هرساني معلمها من شيكاغو وجوني الإسباني عازف مندلين المكسيكي من مونستون فقد كانَ مستمتعان بعمق بأدائها الباهر كما يستمتع به الجمهور أكمله.
وفي حبكة النهاية، أصبحت السيدة تريلي كرونبورغ في مونستون مستمتعةً بنجاح ابنة أخيها في الأوبرا. فتتذكر سماع كرونبورغ الشهيرة عندما سافرت الأوبرا إلى مدينة كنساس وهي في منتهى السعادة.

## الشخصيــات
مونستون
- ثيا كرونبورغ: الشخصية الرئيسية فعند الحادية عشر من عمرها في مونستون، كولورادو وبعد دراستها التي قضتها في شيكاغو أصبحت مغنية أوبرا مشهورة في درسدن ومدينة نيويورك.
- الطبيب هاورد أرشي: طبيب البلدة الشاب في مونستون وصديق ثيا الأبدي، وهو الذي قدّم يد المساعدة لها مادياً والتي بدورها أعادتها له. بعد أن ترمّل، أضنت استثماراته في مناجم الفضة تعود عليه بأرباح سخية مما تسنّى له الانتقال إلى دنفر.
- السيدة أرشي: زوجة الطبيب أرشي، والتي نشأة في بيل وايت. تلاقت مع زوجها في لانسينغ، ميتشغان. وبالكاد تكون امرأة مملة مضجرة. توفت جرّاء حريقٍ في منزلٍ بسبب استخدام منتج تنظيف غير آمن مما أدى إلى التهام النيران للمنزل بأكمله بعد نحو أربع سنوات من رؤية زوجها لثيا في مدينة نيويورك.
- لاري: مرسال الطبيب أرشي.
- القس السيد بيتر كرونبرغ: أب لسبعةِ أطفال من بينهم ثيـا وكاهن ميثودي. ولد في مستعمرة إسكندنافية في مينيسوتا، ثم ذهب للألتحاق في مدرسة في إنديانا.
- السيدة كرونبورغ: زوجة بيتر وأم حكيمة لثيا والتي طالما تفهمت ماتستأهلة موهبة ابنتها.
- آنا: الأخت الكبرى لثيا والتي أصبحت ميثودية متدينة فتلك الشقيقتان ليسا متشابهتان إلى حدٍ كبير.
- ثور كرونبورغ: حديث الولادة عندما بدأت القصة بسدل خيوطها، أما ثيا التي تبلغ من العمر إحدى عشر عاماً هي من كانت عادةً تعتني به فكان يقوم بصيانة وقيادة سيارة الطبيب أرشي عندما كان مستقرٍ في دنفر.  بحسب الطبيب أرشي فهو ولد بهفي منتظراً أن تُخترع السيارة.
- أطفال كرونبورغ: هم” غوس” (كاتب في متجر السلع، العمر19)” تشارلي” (يعمل في متجر للأغذية، العمر17)، “آنا” (الابنة الأكبر في المدرسة الثانوية)، “ثيا“(ينطق “تيا” العمر11)،” أكسل” (العمر7)، جورن و” ثور” (الطفل، ينطق “تور”).
- العمة تيلي كرونبورغ: الأخت غير المتزوجة للقس كرونبورغ والتي تعيش مع عائلته. تبلغ من العمر 35 عام في نهاية مطاف الرواية تعيش في مونستون وتنظر كرّةً أخرى بسعادة لمهنة ثيا الغنائية.
- البروفيسور أ. ونش: مدرس موسيقى في مونستون يبلغ من العمر تقريباً 50 عاماً، ممتلئ الجسد وقصير، والذي طالما أقرّ بموهبة ثيا.  يعيش مع الكولرز لعدة سنوات، ثم آنَئِذٍ يتجول لبلدةٍ أخرى. فيرى الطبيب أرشي بأنه رجلٌ يعاني من مشكلةٍ في الشرب. وقد درس في مدينتيّ سانت لويس وكنساس.
- جوني الإسباني: صانع عِدد في مدينةٍ مكسيكية في مونستون فكان رساماً ومصمم ديكور في ترينيداد-كولورادو، قبل انتقاله إلى مونستون. بالإضافة إلى أنه عازف مندلين (آلة موسيقية) اسمه الكامل هو خوان تيلامانتيز. عندما كانت ثيا تقوم بأدائها المتميز الباهر في مدينة نيويورك كان هو متواجدً مع الجمهور.
- السيدة تيلامانتيز: زوجة جوني، التي من بعد وفاتها أصبح زوجها موسيقاراً متنزلاً.
- فامس سيرينوس: ابن عم جوني الإسباني يعمل في منجم في مونستون.
- السيدة بولينا كولر: آتيه من وادي الراين تتحدث قدراً لا يُذكرمن اللغةِ الإنجليزية. نما أبناءها فأصبحوا يعملون في سكك السفر الحديدية. أمّا هي فلديها حديقةً مُبجّلة في اراضي مونستون، والتي تحتوي على كلٍ من أشجار الفاكهة والجريب فاين وأشجار ليندن الأوروبية والخضروات والأزهار. وتدير أيضاً ملابس المعلم الموسيقي المحترم هرر ونش.
- السيد فريتز كولر: زوج بولينا الخياط البلدي الذي يستمتع بالشرب مع هرر ونش.
- السيدة سيملي: حارسة متجر القبعات النسائية.
- بيلي بيمر: مخمورٍ عتيق توفي أثناء تعبثه بمحرك تبديل.
- راي كينيدي: قائد قطار الشحن البالغ من العمر 30 عام وصديق لعائلة كرونبورغ. في أيام عطلته يأخذ ثيا إلى أماكن جديرة بالملاحظة والتأمل، ففي الجبال الرملية خاصتاً يَسهل الوصول إليها بالخيول والعربة. أراد أن يتقدم بالزواج من ثيا لكنه يتوفى جرّاء حُطامٍ في قطار قبل أن تبلغ من العمر ما يكفي لزواج.
- جو جيدي: المسؤول عن المكابح والذي كان يستمتع بالرحلة مع ثيا ووالدتها، ولكن بعد مرور بضع سنين فشل ذات مرة في وضع المشاغل التحذيرية في المؤخرة عندما توقف قطار الشحن لأخذ الماء، في ذلك الوقت كان الأمل قد تلاشى بالنسبةِ لراي بسماع أي قطارٍ قد يأتي وينقذه وهكذا وبكل أسى قُتل راي كينيدي في القطار المتوقّف.
- السيدة ليفري جونسون: معمّدة وعضو في الاتحاد النسائي المسيحي العالمي  [لغات أخرى]‏ وهي زوجة مالك الأوركسترا الحجرية فلُقبت بذلك، ورئيسة لجنة في أوركسترا مونستون. تعلمت العزف على قرعات البيانو في غرينيل، أيوا.
- ليلي فيشر: الشابة المنافسة لثيا في حفل عيد الميلاد الذي يُقام بين العديد من الكنائس في مونستون.
- مهِر: صائغ و «مدرب» نادي الدراما في مونستون.
- السيد كارسن: نجار محليّ في مونستون.

في صيف مونستون الماضي
- ماغي إيفانز: فتاة من مونستون تتوفى قبل يوم من عودة ثيا من شتاء شيكاغو. ترفض في البداية ثيا الغناء في جنازتها إلى أن تقنعها والدتها بأن ما تفعله هو التصرف السليم الأمثل.
- ميغيل راما: مكسيكي من مونستون لديه ابنتي عم صغيرات، «سيفو» 18 عام و«فيليب» 20 عام عادةً ما كان يتناغمان بالرقص مع ثيا في الحفلات المكسيكية.
- السيدة ميغيل راما: والدة ميغيل راما.
- فاموس سيرينوس: عامل بناء.

شيكاغو:
- القس لارس لارسن: صديق للسيد كرونبورغ في شيكاغو، ومن بسط يده ليأخذ ثيا على الكنيسة المدفوعة وعلى غناء الجنائز، إضافةً إلى أنه يوصي بها إلى عائلة تستطيع أن تقيم ثيا لديهم.
- هارتلي إيفانز: صديق الطبيب أرشي أخصائي حنجرة في شيكاغو، وهو من يوجههم إلى هرساني.
- أندور هرساني: عازف بيانو موسيقي للخلفية الهنغارية يبلغ من العمر 32 عاماً، بالكاد يكون في بداية حياته المهنية الراقية، معلم ثيا في شيكاغو وأول فنان تلتقي به. ولأن والده زجرهُ ذات يوم بغضبٍ جامح بسبب موسيقاه فقد رحل من منزله في هنغاريا وهو صبي. أما زوجته فلم تدخل في العقد الثالث من عمرها بعد وهي مُعجبةٌ بثيا كثيراً. عندما تلتقي ثيا بهم قد كان لديهم صبي “أنداور” 6 سنوات وابنة “تانيا” 4 سنوات. ثم ينتقلون أنذالك إلى مدينة نيويورك أثناء الموسم الثاني لثيا في شيكاغو، لأن أندور يستطيع أن يأخذ طلاب مدرس موسيقى متقاعد هناك فيعيش بعدها في فيينا. ثم يعود إلى مدينة نيويورك ويعزف في قاعة كارنجي فيرى ثيا على مسرح الأوبرا لأول مرة بعد مُضي سنوات من تعليمه لها.
- السيدة لورش: أبرشية ألمانية في شيكاغو تقضي ثيا في منزلها أول شتاء لها في شيكاغو.
- السيدة إيرين أندرسن: أبنة السيدة لورش الأرملة تغني في مجتمع موزارت في شيكاغو كان زوجها أوسكاراً سويدياً، لذا تظل في الكنيسة السويدية.
- السيد إيكمان: أحد النزلاء لدى السيدة لورش يعمل في مَلحمة في مدينة باكينغ تاون، والتي تتجول ثيا معه راغبةً بأن ترى أين أُرسلت كل الحيوانات التي عبرت مونستون.
- ثيودور توماس: قائد أوركسترا شيكاغو السيمفوني الذي يتشاور معه هرساني حول اختيار أفضل أستاذ للغناء في شيكاغو من أجل ثيا.
- ماديسون باورز: أستاذ الغناء في شيكاغو مؤَهل ذو كفاءةٍ عالية لكنهُ رجلٌ بغيض.
- الآنسة أدلر: العازف المصاحب لماديسون باورز «فتاة يهودية موهوبة من ايفانستون، إيلينوي».
- هيرام باورز: والد باورز ورئيس الجوقة (الفرقة الموسيقية) في بوسطن.
- السيدة بريست: مغنية شعبية رائجة في شيكاغو، تتلقى دروساً من باورز يفتقر صوتها إلى تلك المهارات الفنية التي يعلّمها باورز لثيا فكانت تضايق ثيا وتحبط من أمرها بسبب تدني مستواها المعرفي فضلاً عن أسلوبها الغنائي. تنصح السيدة هرساني ثيا بأن تتجاهلها كُلياً وهي نفس النصيحة التي يقدمها باورز لها لذا ستركز ثيا على صوتها الخاص متجاهلةً محبطيها.
- جيسي دارسي: مغنية السوبرانو (من الأصوات الغنائية) تتدرب على يد باورز الذي سيذهب قريبا في جولة، وتغني أيضاً الأغاني التي علّمها هرساني لثيا في غُرة شِتاءِها. تَراءى لثيا أن دارسي ليست بارعةً بما يكفي في الغناء، هذا ما أخبرت السيدة هرساني به التي تقول: ما لذي يهم فيما يفعلهُ الآخرون؟
- السيد فيليب فريدريك اوتتنبرغ أو فريد اوتتنبرغ: ابن صانع العُجة (البيرة) ارتاد جامعة هارفرد، ويمتلك شخصية جذابة بارزة عاشق للأوبرا ويحب أن يغنيها بنفسه لكنه ليس محترفاً بالقدر الكافي. يتواصل مع ثيا فيتفهم مراحل تطورها في تنمية موهبتها وسعيها وراء حياتها المهنية. وعلى أقل تقدير في وصف العمة تيلي له في ايبيلوجي، هو زوج ثيا عندما تكون جولات الأوبرا في مدينة كنساس.
- الناثان يرس: أسرة يهودية ثرية في شيكاغو، أصدقاء لـ أوتينبرغ ومحبين للموسيقى التي تتغنى بها ثيا. فيستضيفون الحفلات الموسيقية التي يستأجرونها لأجل الأداء بعد أن يقدمهم فريد.
- كاترينا فورست أوتينبرغ: والدة فريد أوتتنبورغ، العائلة المصنّعة للعجة في سانت لويس.
- هنري بيلمر: يعيش في مزرعة أوتتنبورغ في شمال أريزونا.
- السيدة بيلمر، زوجة هنري بيلمر تقدم الوجبات لزوجها وثيا وأوتتنبرغ بعد تلك الأيام التي قضتها في مساكن المنحدرات القديمة.
- ديك بريسبان: صديق لأوتتنبورغ من مدينة كنساس، طلب من فريد ذات مرة بأن يلتقي بخطيبته بينما كانت تتسوق من أجل جهاز العروس الخاص بها، وهو طلب مُرهق في كل أنحاء العالم.
- إديث بييرز: زوجة أوتينبورغ بعد فترةٍ وجيزة من الزواج تعيش في سانتا باربرا، وهي عازِفةً عن إعطاء فريد الطلاق في الأصل هي كانت مخطوبةً لديك بريسبان. أنذاك تعيش في ملجأ، ولم تزل مُلزمة فريد بها لأن القانون يحميها أما عائلتها صاحبة مصنع عُجة كبير في مدينة كنساس.
- ألفونس: سائق العربة لدى أوتتنبورغ وإديث في مدينة نيويورك خلال فترة توددهم القصيرة قبل سنواتٍ مضت.

دنفــر
- الكابتن هاريس: الصديق والممول الذي يقرض الطبيب أرشي المال في دنفر والذي بدوره يجلب المال إلى ثيا في نيويورك.
- توماس بورك: مساعد الطبيب أرشي في شركة سان فيليب لتعدين في دنفر.
- جاسبر فلايت: المنقّب الذي لم يعثر على الفضة أبدًا، لكنّ الطبيب أرشي سيمنحه حصّةً أخرى.
- بينكي ألدن: المحافظ الذي ساعدَ الطبيب أرشي في الفوز في الانتخابات.
- تاي: الخادم الياباني لطبيب أرشي في دنفر.
- تيريز: الخادمة الخاصة لثيا.

مدينة نيويورك
- السيد أوليفر لاندري: المغني والعازف المرافق نشأ بالقرب من كوس كوب، ثم وَرِث منزلاً من عمته في نيويورك، يساعد ثيا بينما كانت في ألمانيا ومدينة نيويورك فهو على تواصل مع فريد، مُطلعه بالأدوار التي ستؤديها ثيا.
- السيدة نيكر: مغنية أوبرا ناجحة.
- نورد كوست: مغنية ثيا التي تتزوج في أوروبا، ذُكرت في نقاشٍ حدث بين كلٍ من ثيا وفريد في مدينة نيويورك.

## توجيهات إلى أعمال أخرى
- الأدب: نيكولاس Lenau's دون جوان, اللورد بايرون ('مسقط رأسي، خير', 'خادمة أثينا', 'كان هناك صوت من الاحتفالات', تشايلد هارولد الحج), فيرجل-أوفيد، أونوريه دي بلزاك's متميزة المحافظات في باريس, صمويل تايلور كولريدج's بقشرة من البحار القديم, هيو ريجنالد Haweis, أوليفر وندل هولمز ، الأب، والتر سكوت's Waverley الروايات, واشنطن ايرفينغ، توماس باين's عصر العقل, روبرت بيرنز، ويليام كولين براينت's Thanatopsis, هانز كريستيان أندرسن's «ملكة الثلج،» وليام شكسبير's هاملتو جول فيرن.
- الموسيقى والفنون المسرحية: فيء تيمبلتون، كارل تشيرني، جيني ليند، كلوديا Muzio, كليمنتي، كارل Reinecke, ماجي ميتشل، يوهان شتراوس الثاني's الدانوب الأزرق, لودفيج فان بيتهوفن، فريديريك شوبان، يوهان سيباستيان باخ، روبرت شومان، يوهان نيبوموك هامل، Antonín دفوراك، هنرييت سونتاغ، كلارا موريس، هيلينا Modjeska, تشارلز جونود's Ave Maria, جون فيليب سوسا، غوستاف ماهلر، ريتشارد فاجنر's عرض الأوبرا و Der Ring des Nibelungen, Ignacy يناير بادرفسكي؛ غلوك's Orfeo «Che فارو، senza Euridice» (الإيطالية); "Ach, ich habe sie verloren" (الألمانية)
- في الكتاب المقدس: برج بابل، سفينة نوح، Jephthah, Rizpah, 'ديفيد's رثاء أبشالوم'و مريم المجدلية.
- الفنون البصرية: جان-باتيست-كميل كورو، باربيزون المدرسة، الموت فرنسي، فينوس دي ميلو، جان ليون Gérôme، هنري روسو، إدوارد مانيه، أندرس زورن، واللوحة التي ألهمت عنوان الكتاب، الأغنية من قبرة قبل جول بريتون، جزء من مجموعة من معهد الفنون في شيكاغو.[1]
- أماكن أداء: ويبر والحقول قاعة الموسيقى.

## توجيهات لتاريخ والأماكن الحقيقية
- تم ذكر الشخصيات التاريخية مثل نابليون الثالث، وجورج واشنطن، وويليام هـ. بريسكوت، وروبرت ج.إنجرسول ، ويوليوس قيصر، وكاتو الأصغر.
- يقال إن والدا لارسن قد انتقلا من السويد إلى كانساس بفضل قانون العزبة.
- فريد أوتينبيرج يتحدث إلى جوستاف مالر بعد أن أجرى أوبرا يغني فيها ثيا جزءًا من إحدى عارضات الراين .
- على الرغم من أن مونستون هي مدينة صغيرة خيالية في نهاية خط سكة حديد في كولورادو، إلا أن معظم المدن والبلدات الأخرى حقيقية ، مثل دنفر وشيكاغو في تسعينيات القرن التاسع عشر سريع النمو وإيفانستون وإلينوي إحدى ضواحي شيكاغو ودريسدن في ألمانيا. تعتبر الأراضي الجبلية والقاحلة في كولورادو حيث ولدت ثيا والأماكن التي تزورها مع راي أماكن حقيقية. في شيكاغو ، غالبًا ما تزور ثيا معهد شيكاغو للفنون ، والذي كان متحفًا مهمًا في الفترة التي عاشت فيها هناك ؛ كانت مجموعتها الأولى في عام 1879 عبارة عن قوالب جبسية لمنحوتات شهيرة.[2] تم بناء المبنى الجديد مع الأسود في المقدمة في عام 1893 في وقت المعرض الكولومبي العالمي، وفي ذلك الوقت توسعت مجموعات اللوحات بشكل كبير.[3][4] تعتبر كهوف الشعوب القديمة ، Anasazi ، التي سبقت قبائل Pueblo في شمال ولاية أريزونا ، تعيش في منازل بجانب الجرف في الأخاديد حيث توجد قطع من الأواني ورؤوس الأسهم في التربة ، حيث مكثت لقضاء فصل الصيف ، حقيقية أماكن. قمم سان فرانسيسكو التي تعتبرها معلمًا رئيسيًا مقدسة لشعب نافاجو. يذكر ثيا Canyon de Chelly ، والآن نصب Canyon de Chelly National Monument ، والذي يقع في شمال ولاية أريزونا.

## النقد والأهمية الأدبية
- الرواية مستوحاة من قصة السوبرانو أوليف فريمستاد.[5]
- جادل كريستوفر نيلون بأن ثيا صبيانية أكثر من بناتي.[6] في حلقة بانثر كانيون ، يربط علاقتها مع فريد بنظرية إيف كوسوفسكي سيدجويك عن المثلية الاجتماعية .
- هذه الرواية هي واحدة من أولى روايات الثورة ، وهو مصطلح صاغه كارل فون دورين في مقالته في The Nation بعنوان «ثورة من القرية». هذا أسلوب من الكتابة يحول التركيز بعيدًا عن الحياة الريفية على أنها شاعرية ويركز على رؤية أكثر واقعية للحياة للريف ، وجهة ذات نزعة محافظة ومهيمنة وضيقة الأفق ، تستخدم مجاز القيل والقال كعملة ، وهيكل قوة أكثر تعقيدًا مما كان واضحًا في الأعمال المنشورة للكتاب الأوائل من البلدة الصغيرة مثل إدغار لي ماسترز وشيروود أندرسون وسنكلير لويس. كتب مؤلفو ثورة من القرية من عام 1915 حتى أوائل الثلاثينيات من القرن الماضي وشملت ويلا كاثر، سونغ أوف ذا لارك (1915)، سينكلير لويس، مين ستريت (1920) وماري هانتر أوستن، امرأة عبقرية (1921).[7]

## التعديلات
تم تعديل هذه الرواية لتُعرَض في التلفاز كجزء من الموسم 30 من مسرح ماستر بيس، والذي تم بثه في 11 مايو 2001.

## الروابط الخارجية
- E-Book from the Electronic Text Center, University of Virginia Library
- First Edition at the Willa Cather Archive
- The Song of the Lark public domain audiobook at LibriVox
- The Song of the Lark (2001)  في قاعدة بيانات الأفلام على الإنترنت (بالإنجليزية)